# 阿芬豪森
阿芬豪森是德国下萨克森州的一个市镇。总面积12.26平方公里，总人口837人，其中男性411人，女性426人（2011年12月31日），人口密度68人/平方公里。